# SN 2005mc
SN 2005mc – supernowa typu Ia odkryta 23 grudnia 2005 roku w galaktyce UGC 4414. W momencie odkrycia miała maksymalną jasność 17,00m.